# فريدريكستاد
فريدريكشتاد بالبوكمولية:Fredrikstad , كانت تسمى سابقا, فريدريك تاون هي مدينة وبلدية في مقاطعة أوستفول، النرويج. هي المركز الإداري للبلدية مدينة فريدريكشتاد.
تأسست مدينة فريدريكشتاد في 1567 من قبل الملك فريدريك الدنمارك الثاني، وأنشأ وبلدية في 1 يناير 1838 . تم دمج بلدية جليمين الريفية مع فردريكشتاد في 1 يناير 1964. تم دمج البلديات الريفية بورج، Onsøy، Kråkerøy، و Rolvsøy مع فردريكشتاد في 1 يناير 1994

## توأمة
لفريدريكستاد اتفاقيات توأمة مع كل من:
- كوتكا (1950 - )[7]
- آلبورغ (1951 - )
- تشوتشو
- Húsavík [الإنجليزية]‏
- Karlskoga Municipality [الإنجليزية]‏
- Aalborg Municipality [الإنجليزية]‏ منذ (1951 - )

## أعلام
- يورن أندرسن
- آرنه بيدرسن
- إيجل هوفلاند
- كاي مولر
- فيجارد ستيك لاينجن
- توره بيدرسن
- إريك هولمبرغ
- بيارن آس
- إيغل أولسن
- مادس أستبرج